# Maisons-du-Bois-Lièvremont
Maisons-du-Bois-Lièvremont è un comune francese di 613 abitanti situato nel dipartimento del Doubs nella regione della Borgogna-Franca Contea.

## Società

### Evoluzione demografica
Abitanti censiti